# OmniScriptum Publishing Group
OmniScriptum Publishing Group ist eine deutsche Print-on-Demand-Verlagsgruppe mit Sitz in Saarbrücken und Niederlassungen auf Mauritius und in Moldau.

## Geschichte

Logo von Fastbook Publishing

Der erste Verlag dieser Gruppe, Verlag Dr. Müller (VDM), wurde 2002 von Wolfgang Philipp Müller gegründet. 2011 wurde der VDM Verlag in den AV Akademikerverlag umbenannt und ist nun Teil des Verlagshauses OmniScriptum GmbH & Co. KG.
2007 begann die Gruppe, ihre Produkte durch Lightning Source, Amazon.com, Amazon.de und das deutsche Unternehmen Books on Demand zu vertreiben.

## Geschäftsmodell
Die OmniScriptum Publishing Group ist eine internationale Verlagsgruppe. In ihr befinden sich verschiedene Verlage und Gesellschaften. Die OmniScriptum GmbH & Co. KG ist ebenfalls Teil der OmniScriptum Publishing Group und beherbergt als übergeordnetes Verlagshaus verschiedene Verlagsmarken. Die einzelnen Verlagsmarken bedienen unterschiedliche Genres und Sprachen. Die Wissenschaftsverlage sind auf die Publikation akademischer Abschlussarbeiten wie Bachelor-, Master- und Diplomarbeiten sowie Dissertationen spezialisiert, darüber hinaus gibt es die Sparten Belletristik und Fiktion sowie Special-Interest Verlage. Für Autoren sind die Veröffentlichung und alle Dienstleistungen kostenlos. Akquisemitarbeiter suchen nach in Frage kommenden Autoren und schicken diesen per E-Mail ein Publikations-Angebot. Buchcover, Klappentext etc. werden vom Autor über ein Onlineformular gestaltet. Die OmniScriptum Publishing Group behauptet, jährlich mehr als 25.000 neue Titel zu publizieren und damit „eines der führenden Verlagshäuser für akademische Forschung“ zu sein.
Die OmniScriptum-Wissenschaftsverlage wie z. B. AV Akademikerverlag, Südwestdeutscher Verlag für Hochschulschriften und Saarbrücker Verlag für Rechtswissenschaften publizieren ausschließlich akademische Arbeiten wie Diplom- und Masterarbeiten, Forschungsberichte und Dissertationen.
Die OmniScriptum-Verlage Alphascript, Betascript und Fastbook Publishing waren darauf spezialisiert, Wikipedia-Artikel als Print-on-Demand-Bücher über den Online-Buchhandel zu vertreiben. Die Produktion neuer Wikipedia-Bücher wurde Anfang 2013 eingestellt.

## Kritik
Die Bücher werden weitgehend automatisch hergestellt und nicht inhaltlich lektoriert. Die inzwischen nicht mehr produzierten Wikipedia-Bücher wurden von vielen Kunden als Irreführung empfunden. Sie machten zu Beginn des Jahres 2010 knapp 3 % des Sortiments von Amazon.com aus. Amazon.com sah keinen Grund zum Einschreiten, da es seinen Kunden nach eigener Aussage die größtmögliche Auswahl an Büchern bieten möchte. Im Juli 2011 fanden sich mehr als 300.000 Bücher der Verlage Alphascript, Betascript und Fastbook Publishing bei amazon.de.
Die aus Wikipedia-Inhalten bestehenden Veröffentlichungen wurden von verschiedenen Medien und Verbraucherschützern wiederholt für ihre Intransparenz und überhöhten Preise kritisiert. Im gleichen Zusammenhang wurde systematische Verbrauchertäuschung diskutiert. Die Verlagsgruppe reagierte darauf und brachte seitdem auf allen Wikipedia-Büchern den deutlichen Hinweis an, dass es sich um publizierte Wikipedia-Artikel handelt. Mittlerweile sieht die OmniScriptum Publishing Group ganz davon ab, Wikipedia-Inhalte in Buchform zu veröffentlichen.
Wissenschaftliche Manuskripte, also zum Beispiel Veröffentlichungen der Verlage AV Akademikerverlag, Südwestdeutscher Verlag für Hochschulschriften und Saarbrücker Verlag für Rechtswissenschaften werden üblicherweise nicht lektoriert, da OmniScriptum annimmt, als akademische Texte hätten sie „ausreichend hohe Qualität“. Ein Korrekturlesen findet aus ökonomischen Erwägungen ebenfalls nicht statt, da ansonsten keine für den Autor kostenlose Publikation mehr realisierbar wäre. Armin Himmelrath meint zu diesem Angebot: „Man sollte vorsichtig sein, eine echte wissenschaftliche Veröffentlichung ist das nicht. Das ist an den Unis bekannt, dass das unseriös wirkt. Es taugt also nicht für die eigene Publikationsliste.“
Der ehemalige Ringer-Weltmeister Adolf Seger hat im März 2012 das auf Mauritius ansässige OmniScriptum-Tochterunternehmen Betascript Publishing zu einer Unterlassungserklärung wegen eines Buches aufgefordert, das als seine „Biografie“ verkauft wurde. Das 84 Seiten umfassende Büchlein war eine Sammlung von Wikipedia-Artikeln, enthielt tatsächlich nur eine Seite über das Leben des Sportlers und kostete 34 Euro. Man einigte sich gütlich, das Buch wurde von OmniScriptum vom Markt genommen.
Der Historiker Klaus Graf, überzeugter Befürworter des Open Access, ist geteilter Meinung, was die Aktivitäten der Verlagsgruppe angeht. Einerseits bezeichnet er die von VDM als Buch veröffentlichten Wikipedia-Artikel als „Täuschung der Verbraucher“ und spricht vom „Spam-Verlag VDM“, andererseits verurteilt er die Praxis vieler Bibliotheken, Publikationen aus dem Umkreis der VDM Verlagsgruppe grundsätzlich so gut wie nicht anzuschaffen, da beispielsweise „[e]ine akzeptierte Habilitationsschrift des deutschsprachigen Raums […] von wissenschaftlichen Bibliotheken erworben“ werden solle, unabhängig davon, in welchem Verlag sie erschienen sei.

## Unternehmen der OmniScriptum-Gruppe
Gründungsdatum und Sitz in Klammern

### Verlage der OmniScriptum GmbH & Co. KG
- VDM Verlag Dr. Müller (2002, Saarbrücken)
- AV Akademikerverlag (2011, Saarbrücken)[20]
- LAP LAMBERT Academic Publishing (Saarbrücken)
- Lehrbuchverlag[21]
- Südwestdeutscher Verlag für Hochschulschriften (Saarbrücken)
- EUE Editions Universitaires Européennes (2010, Saarbrücken)[22]
- Verlag Classic Edition (2009, Saarbrücken)[23]
- Saarbrücker Verlag für Rechtswissenschaften (2009, Saarbrücken)[24]
- PUA Publicaciones Universitarias Argentinas (2011, Saarbrücken)[25][26]
- Fromm Verlag (2010, Saarbrücken)[27]
- Dictus Publishing (2010, Saarbrücken)[28]
- Doyen Verlag (2010, Saarbrücken)[29]
- FastBook Publishing (2009, Beau Bassin-Rose Hill, Mauritius)
- Alphascript Publishing (2009, Beau Bassin-Rose Hill, Mauritius)
- Betascript Publishing (2010, Beau Bassin-Rose Hill, Mauritius)
- Der Trainerverlag für Beratung, Training und Coaching (Saarbrücken)[30]
- Bloggingbooks[31]
- Goldene Rakete Verlag für Belletristik[32]
- Scholar’s Press[33]

### Sonstige Dienstleistungsunternehmen
- OmniScriptum Marketing DEU GmbH & Co. KG (2008, Saarbrücken)[34]
- MoreBooks! Publishing GmbH (2009, Chișinău in Moldau)[4]